# 刘国信
刘国信（1946年9月—），男，汉族，山东荣成人，中华人民共和国政治人物，曾任中共东营市委副书记，东营市人民政府市长，第十届全国人大代表。